# 第4回全国大学サッカー選手権大会
第4回全国大学サッカー選手権大会は1956年1月2日から1月6日にかけて開催された全日本大学サッカー選手権大会である。早稲田大学が初優勝を果たした。

## 概要
自由参加制をとっており、全国から25校（うち1校が棄権）が参加した。準決勝までの試合は35分ハーフで行われる。
今大会で、初めてベスト4の東京勢による独占がくずれ、地方勢として東北学院大学が初の決勝進出を果たした。

### 大会日程
- 1956年1月2日 - 1回戦
- 1956年1月3日 - 2回戦
- 1956年1月4日 - 準々決勝
- 1956年1月5日 - 準決勝
- 1956年1月6日 - 決勝、三位決定戦

### 開催競技場
- 明治神宮外苑競技場
- 神宮絵画館前球場

## 出場大学
- 北海道大学（4回目）
- 東北大学（初）
- 東北学院大学（3回目）
- 宇都宮大学（4回目）
- 学習院大学（4回目）
- 神奈川大学（初）
- 関東学院大学（棄権）
- 慶應義塾大学（4回目）
- 成城大学（初）
- 中央大学（4回目）
- 東京大学（4回目）
- 東京学芸大学（4回目）
- 東京教育大学（4回目）
- 東京工業大学（初）
- 東京商船大学（初）
- 日本大学（2回目）
- 防衛大学校（初）
- 法政大学（初）
- 武蔵大学（初）
- 立教大学（4回目）
- 早稲田大学（4回目）
- 岐阜大学（2回目）
- 名古屋大学（2回目）
- 鹿児島大学（4回目）
- 熊本大学（初）

## 試合日程・結果

### 1回戦
| 1956年1月2日 |

| 中央大学 | 11 - 1 | 宇都宮大学 |
|          |        |            |

|  |

| 1956年1月2日 |

| 東京教育大学 | 不戦勝 - 棄権 | 関東学院大学 |
|              |               |              |

|  |

| 1956年1月2日 |

| 東京大学 | 3 - 1 | 東京商船大学 |
|          |       |              |

|  |

| 1956年1月2日 |

| 防衛大学校 | 4 - 2 延長 | 成城大学 |
|            |            |          |

|  |

| 1956年1月2日 |

| 学習院大学 | 1 - 0 | 北海道大学 |
|            |       |            |

|  |

| 1956年1月2日 |

| 鹿児島大学 | 4 - 0 | 神奈川大学 |
|            |       |            |

|  |

| 1956年1月2日 |

| 熊本大学 | 4 - 1 | 東京工業大学 |
|          |       |              |

|  |

| 1956年1月2日 |

| 立教大学 | 6 - 0 | 名古屋大学 |
|          |       |            |

|  |

| 1956年1月2日 |

| 法政大学 | 4 - 0 | 岐阜大学 |
|          |       |          |

|  |

### 2回戦
| 1956年1月3日 |

| 中央大学 | 5 - 0 | 武蔵大学 |
|          |       |          |

|  |

| 1956年1月3日 |

| 東京大学 | 6 - 1 | 東北大学 |
|          |       |          |

|  |

| 1956年1月3日 |

| 東京教育大学 | 7 - 2 | 日本大学 |
|              |       |          |

|  |

| 1956年1月3日 |

| 慶應義塾大学 | 4 - 0 | 防衛大学校 |
|              |       |            |

|  |

| 1956年1月3日 |

| 早稲田大学 | 6 - 0 | 学習院大学 |
|            |       |            |

|  |

| 1956年1月3日 |

| 法政大学 | 2 - 1 | 熊本大学 |
|          |       |          |

|  |

| 1956年1月3日 |

| 東北学院大学 | 4 - 1 | 鹿児島大学 |
|              |       |            |

|  |

| 1956年1月3日 |

| 立教大学 | 5 - 0 | 東京学芸大学 |
|          |       |              |

|  |

### 準々決勝
| 1956年1月4日 |

| 東京大学 | 4 - 3 | 中央大学 |
|          |       |          |

|  |

| 1956年1月4日 |

| 早稲田大学 | 5 - 0 | 法政大学 |
|            |       |          |

|  |

| 1956年1月4日 |

| 東京教育大学 | 3 - 2 | 慶應義塾大学 |
|              |       |              |

|  |

| 1956年1月4日 |

| 東北学院大学 | 1 - 0 | 立教大学 |
| 土田 後27分  |       |          |

|  |

### 準決勝
| 1956年1月5日 |

| 早稲田大学                                             | 4 - 0 | 東京大学 |
| 平林 前15分 · 八重樫 前29分 · 鈴木 前34分 · 得点者不明 |       |          |

|  |

| 1956年1月5日 |

| 東北学院大学       | 2 - 1 延長 | 東京教育大学            |
| 土田 前20分 · 佐藤 |            | 得点者不明 前7分 (pen.) |

|  |

### 三位決定戦
| 1956年1月6日 |

| 東京大学 | 1 - 0 延長 | 東京教育大学 |
|          |            |              |

|  |

### 決勝
| 1956年1月6日 |

| 早稲田大学                                                           | 10 - 1 | 東北学院大学 |
| 織田 前10分 · 大橋 前26分 · 大橋 前34分 · 西本 後8分 · 得点者不明6 , |        | 高橋 後30分  |

|  |

## 最終結果
| 第4回全国大学サッカー選手権大会 優勝チーム |
| ------------------------------------------ |
| 早稲田大学 初                              |

## 主な出場選手
- 内野正雄（中央大学）
- 田中雍和（中央大学）
- 浅見俊雄（東京大学）
- 岡野俊一郎（東京大学）
- 轡田隆史（早稲田大学）
- 八重樫茂夫（早稲田大学）